# Borisław Borisow
Borisław Konstantinow Borisow (buł. Борислав Константинов Борисов, ur. 12  listopada 1954) – bułgarski kajakarz. Brązowy medalista olimpijski z Moskwy.
Zawody w 1980 były jego drugimi igrzyskami olimpijskimi, debiutował w 1976. Pod nieobecność sportowców z części krajów tzw. Zachodu, zajął trzecie miejsce w kajakowej czwórce na dystansie 1000 metrów. Osadę łodzi tworzyli również Bożidar Milenkow, Łazar Christow i Iwan Manew.